# Schlacht von Ephesos
Sybota – Potidaia – Spartolos – Stratos – Naupaktos – Plataiai – Olpai – Tanagra – Pylos – Sphakteria – Korinth – Megara – Delion – Amphipolis – Mantineia – Melos – Syrakus – Milet – Syme – Eretria – Kynossema – Abydos – Kyzikos – Ephesos – Chalkedon – Byzanz – Andros – Notion – Mytilene  – Arginusen – Aigospotamoi
Die Schlacht von Ephesos fand während des Peloponnesischen Krieges im Jahr 409 v. Chr. statt, als ein Heer aus Athen versuchte, die Stadt Ephesos in Ionien einzunehmen.

## Vorgeschichte
Nach der Ausschaltung der spartanischen Flotte in der Schlacht von Kyzikos im Jahr 410 v. Chr. ging Athen im folgenden Jahr in die Offensive, um nach Möglichkeit die abgefallenen Städte Ioniens zurückzugewinnen. Da Alkibiades, der Sieger von Kyzikos, noch weiter am Hellespont beschäftigt war, wurde Thrasyllos mit dem Unternehmen beauftragt. Thrasyllos ließ sein Heer mit fünftausend zusätzlichen Leichtschilden ausrüsten, um nach der Überfahrt auch die Ruderer als Peltasten zu bewaffnen. 
So fuhr er Anfang des Sommers nach Samos und von dort weiter nach Phygela, wo er das Land verwüstete und bei der Vernichtung einer Schar aus Milet 200 weitere Schilde erbeutete. Danach fuhr er zum Hafen Notion, um gegen Kolophon vorzugehen. Bei einem weiteren Plünderungszug bis nach Lydien kam es zu einem Treffen mit einer persischen Reiterschwadron. Zurück in Notion, verbrachte Thrasyllos 16 Tage untätig, bevor er sich gegen Ephesos wendete.
Die Stadt Ephesos galt wegen ihres berühmten Artemis-Tempels als eine heilige Stadt und war deshalb weniger stark befestigt als vergleichbare Städte Ioniens. Aufgrund der Verzögerung hatte jedoch der persische Satrap Tissaphernes eine Armee zusammengezogen, und die Epheser hatten nach Milet um Hilfe geschickt. Zu ihrer Verstärkung waren auch die Strategen Demarchos, Myskon, Potamis, Eukles und Herakleides mit 25 Schiffen aus Syrakus und zwei aus Selinunt erschienen.

## Verlauf

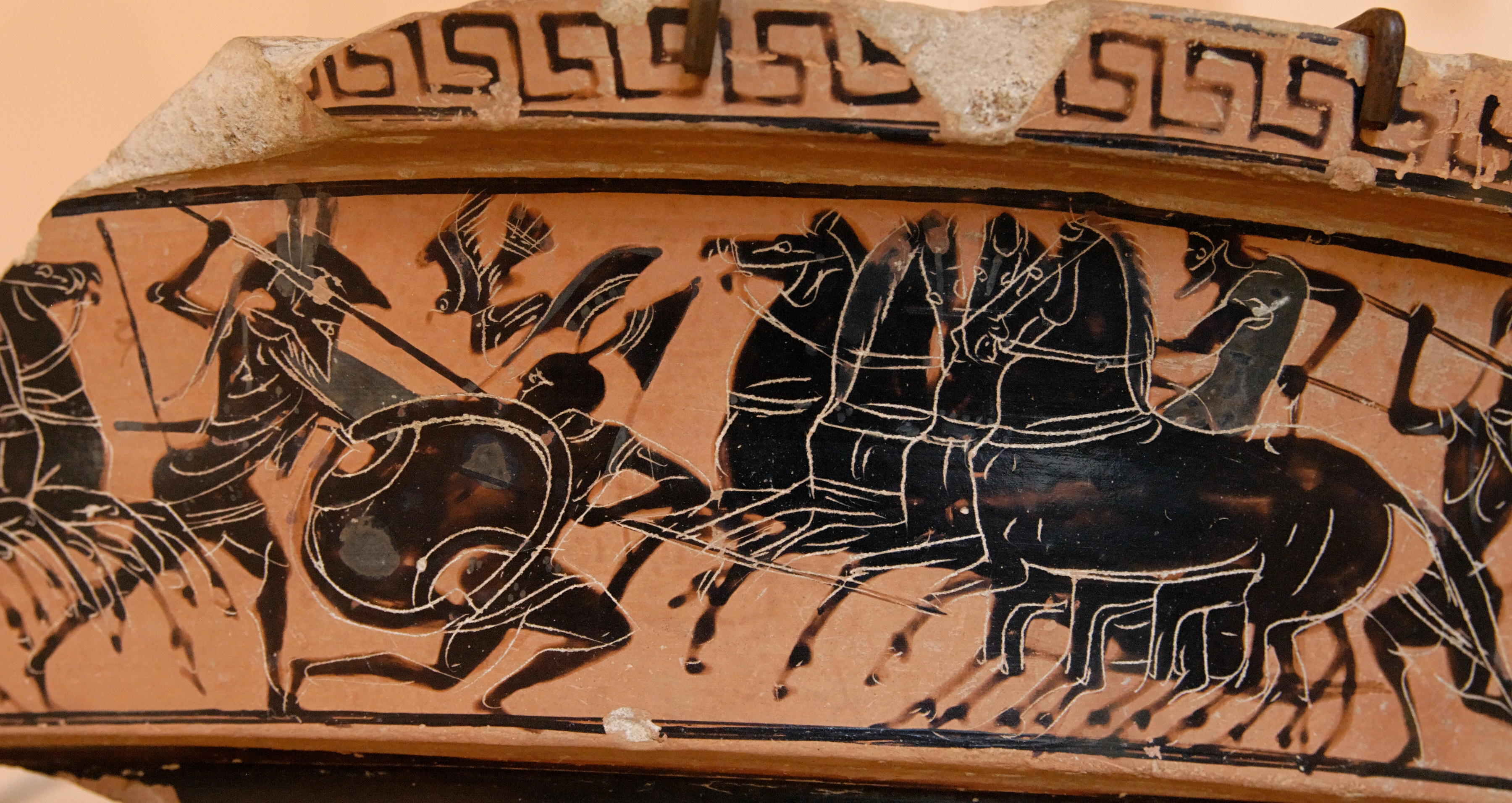
Kampfszene mit Hopliten

Thrasyllos ließ seine Hopliten beim Hafen Koressos aussteigen und die Peltasten und Leichtschildner unter dem Kommando des Pasion beim Sumpf auf der gegenüberliegenden Seite, wo sie offenbar den Verteidigern in den Rücken fallen sollten. Die Epheser und ihre Verbündeten unter Führung des Tissaphernes wandten sich zuerst gegen die Hopliten, schlugen sie in die Flucht und verfolgten sie bis zu den Schiffen. Dabei kamen etwa 100 Athener ums Leben. Anschließend kamen sie noch rechtzeitig zurück, um auch die Gefahr auf der anderen Seite abzuwenden, wobei auf Seiten Athens etwa 300 Leichtbewaffnete fielen.

## Folgen
Zurück in Notion, vereinbarten die Athener einen Waffenstillstand, um ihre Toten zu bergen. Anschließend segelten sie zum Hellespont, wo sie sich in Lampsakos mit den Truppen des Alkibiades vereinigten und im Winter an der zweiten Schlacht bei Abydos teilnahmen. 
Die Epheser beschlossen besondere Ehrungen für die Sizilier, die sich als überaus wertvolle Verbündete erwiesen hatten. Als die Stadt Selinunt wenig später von Karthago zerstört wurde, verlieh man den Heimatlosen das Bürgerrecht in Ephesos.
Der Angriff auf Ephesos war der letzte Versuch Athens, das verlorene Terrain in Kleinasien zurückzuerobern. Nach dem Königsfrieden des Jahres 387/386 v. Chr. kam Ionien wieder zum Perserreich.